# Charlotte Christoff
Charlotte Christoff (* 5. Juni 1923 in Bonn; † 3. März 2010 in Taunusstein) war eine deutsche Schriftstellerin.

## Leben
Frieda Charlotte Berghäuser wurde geboren in Bonn als zweite Tochter von Margarete, geb. Töpfer, und dem Kammermusiker August Berghäuser. Ihre Schwester Doris Heinz, geb. Berghäuser (* 1921), heiratete 1949 den Maler und Bildhauer Jupp Heinz. Charlotte Berghäuser studierte in Bonn und in Göttingen Germanistik, anschließend absolvierte sie eine Schauspielausbildung. Bis 1978 war sie, unter dem Familiennamen Dick, verheiratet mit dem Fernsehautor Daniel Christoff und änderte damals neben ihrem Nachnamen auch ihr Geburtsjahr auf 1933. Ab 1981 war sie in Münster freie Lektorin für das ZDF. Seit 2000 lebte sie in Taunusstein.
Christoff war Mitglied im Verband deutscher Schriftsteller, in der Europäischen Autorenvereinigung Die Kogge, bei GEDOK und im Internationalen Bodenseeclub.

## Auszeichnungen
- 1961: Förderpreis des Theaters in der Josefstadt, Wien
- 1970: Dramatikerpreis des Theaters in der Josefstadt
- 1973: Preis der Kogge
- 1994: Lyrikpreis der Edition L
- 1996: Finalistin Lyrikpreis Meran
- 1999: Preis der Liselotte-und-Walter-Rauner-Stiftung, Bochum
- 2000: Literaturpreis der Künstlergilde Esslingen

## Werke
- Aller Staub der Welt. Ein Stück in drei Akten. S. Fischer, Frankfurt am Main [1955], DNB 770175902.
- Im Schatten Helenas. Komödie. 1962.
- Die Spiele der Erwachsenen (Pelagia). Schauspiel. S. Fischer, Frankfurt am Main 1964.
- Gegenbeweise. Gedichte. Willing, München 1969, DNB 880028130.
- Auch dir wurde Bescheid gegeben. Gedichte. Relief, München 1974, DNB 750248726.
- In der Obhut des Windes. Gedichte. Neske, Pfullingen 1975, ISBN 3-7885-0055-7.
- Lernen, was man immer gewußt hat. Roman. Neske, Pfullingen 1979, ISBN 3-7885-0212-6.
- Der Feurige Elias. Märchen. 1980.
- Ophelia. Gedichte. (= Punkt im Quadrat 1.) Sundau, Idar-Oberstein 1980, ISBN 3-922630-00-6.
- Die Zeit ist eingeholt. Gedichte. Limes, Wiesbaden 1983, ISBN 3-8090-2204-7.
- Früher oder später. Erzählungen. Hempel, Lebach 1990, ISBN 3-925192-57-3.
- Im freien Fall. Gedichte. Ed. L Czernik, Loßburg 1990, ISBN 3-927932-10-8.
- Die Nah-Fern-Spirale. Gedichte. Edition L, Hockenheim 1994, ISBN 3-930045-18-4.
- Ein Zettel für den Brocken. Roderer, Regensburg 1996, ISBN 3-89073-034-5.
- Kannst du heute leben. Roman. Roderer, Regensburg 1997, ISBN 3-89073-116-3.
- Warte am Ausgang. Gedichte. Grupello, Düsseldorf 2000, ISBN 3-933749-32-8.
- Die Zeit ist eingeholt. Gedichte. Videel, Niebüll 2001, ISBN 3-89906-149-7.
- Hexenspiele. Roman. Brücken, Wiesbaden 2002, ISBN 3-935136-07-2.
- Uhrenvergleich. Lyrik und Prosa. Otto, Offenbach 2005, ISBN 978-3-936751-63-5.
- Bevor die Schatten wachsen. Erzählungen. Otto, Offenbach 2008, ISBN 978-3-940238-07-8.

Beiträge in Anthologien
- Amsterdamer Dezember I. In: Dagmar Ottmann (Hrsg.), Markus Symmank (Hrsg.): Poesie als Auftrag. Festschrift für Alexander von Bormann. Königshausen und Neumann, Würzburg 2001, ISBN 3-8260-2131-2, S. 24, Online.
- Amsterdamer Dezember II. In: Dagmar Ottmann (Hrsg.), Markus Symmank (Hrsg.): Poesie als Auftrag. Festschrift für Alexander von Bormann. Königshausen und Neumann, Würzburg 2001, ISBN 3-8260-2131-2, S. 25, Online.